# Joanna Scheuring-Wielgus

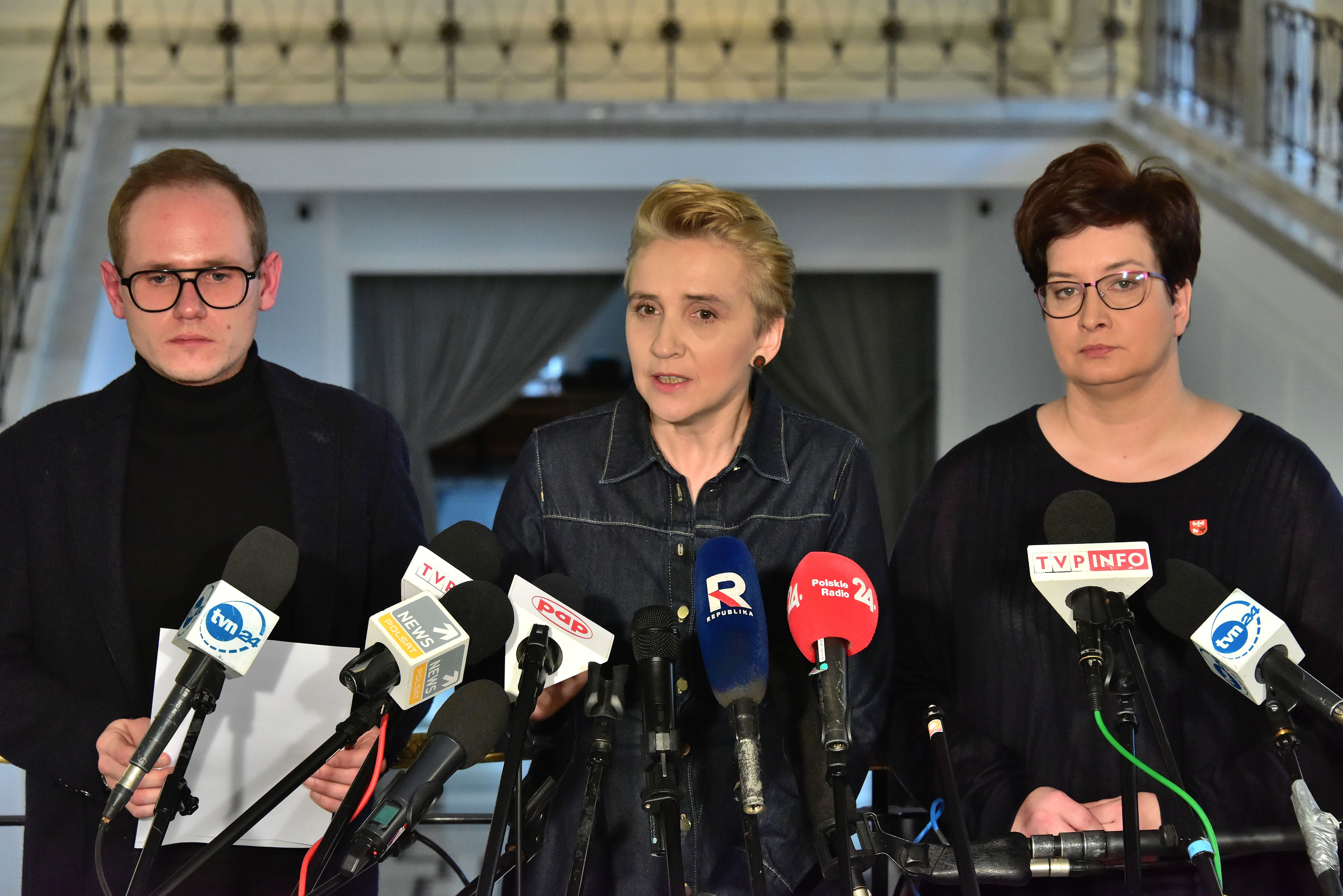
Joanna Scheuring-Wielgus (w środku) z Maciejem Kopcem i Moniką Falej w Sejmie (2020)

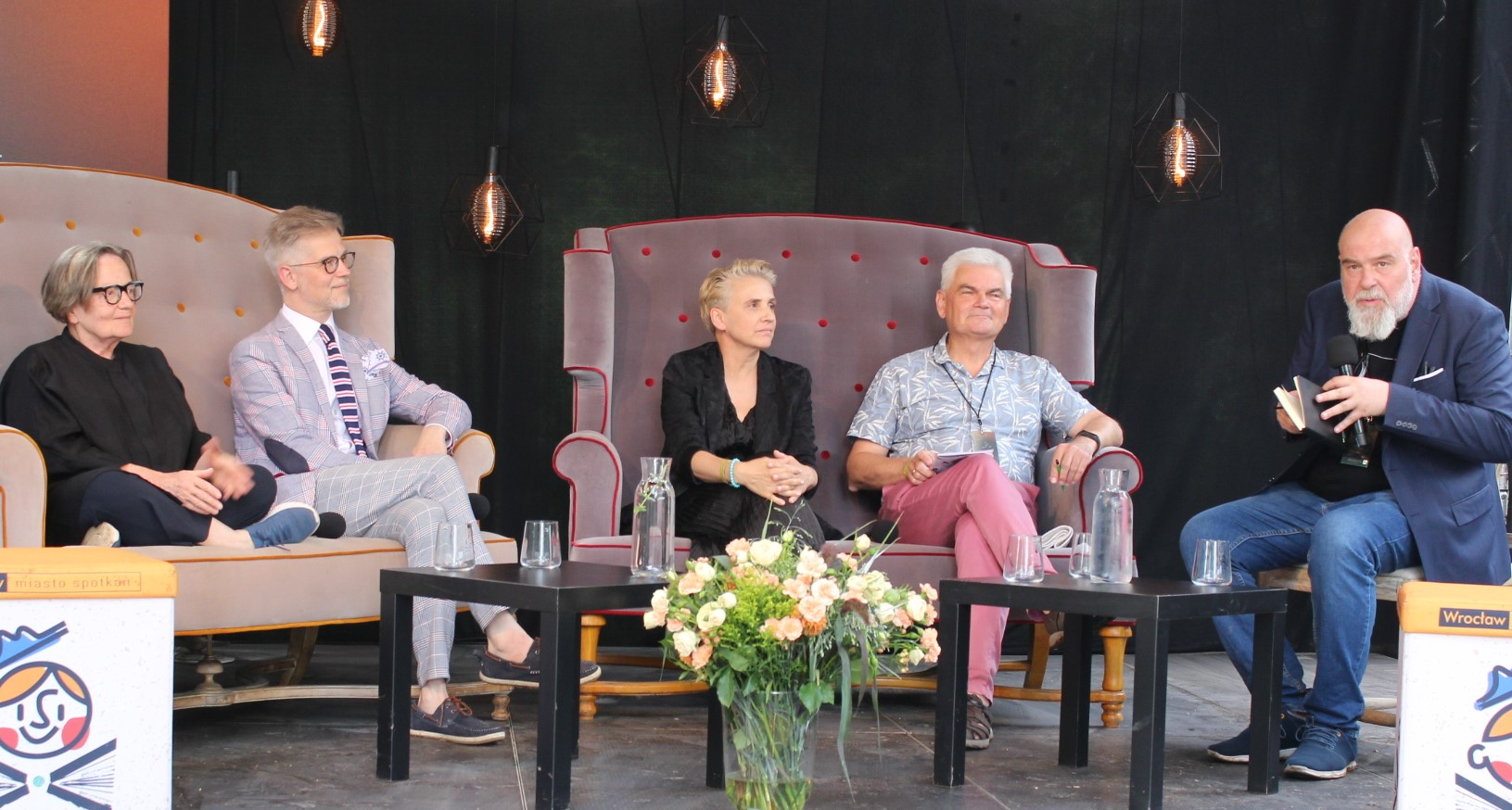
Agnieszka Holland, Jacek Dehnel, Joanna Scheuring-Wielgus, Edwin Bendyk i Irek Grin (2024)

Joanna Izabela Scheuring-Wielgus z domu Bąkowska (ur. 8 lutego 1972 w Toruniu) – polska polityczka, socjolożka, menedżerka kultury, działaczka społeczna i samorządowa, posłanka na Sejm VIII, IX i X kadencji (2015–2024), sekretarz stanu w Ministerstwie Kultury i Dziedzictwa Narodowego (2023–2024), posłanka do Parlamentu Europejskiego X kadencji (od 2024).

## Życiorys
Córka Mariana i Kazimiery. W 1997 ukończyła studia na kierunku socjologia na Uniwersytecie Mikołaja Kopernika w Toruniu, a w 2008 studia podyplomowe w Polskiej Akademii Nauk. Ukończyła także Szkołę Liderów Społeczeństwa Obywatelskiego. Pracowała w Londynie (m.in. w Bramah Tea and Coffee Museum), następnie w koncernie Cereal Partners Poland Toruń Pacific. Była też menedżerką Teatru Wiczy w Toruniu.
Później zajęła się działalnością gospodarczą jako menedżerka kultury. Została prezesem Fundacji Win-Win, wspierającej inicjatywy kulturalne i lokalnych artystów, współzałożycielką toruńskiego Stowarzyszenia Wyborcy i wiceprezeską Stowarzyszenia Rzeczpospolita Babska.
W wyborach samorządowych w 2014 z ramienia lokalnego KWW Czas Mieszkańców bez powodzenia kandydowała na prezydenta Torunia, otrzymując 17,34% głosów. Została natomiast w tych wyborach wybrana do rady miasta Torunia.
W wyborach parlamentarnych w 2015 wystartowała do Sejmu w okręgu toruńskim z pierwszego miejsca na liście Nowoczesnej. Uzyskała mandat posłanki VIII kadencji, otrzymując 12 655 głosów. Została wiceprzewodniczącą sejmowej Komisji Kultury i Środków Przekazu. W 2016 została członkinią zarządu Nowoczesnej.
W styczniu 2018, wraz z Joanną Schmidt oraz Krzysztofem Mieszkowskim, zawiesiła swoje członkostwo w klubie poselskim Nowoczesnej, gdy dziesięcioro posłów partii nie wzięło udziału w głosowaniu nad skierowaniem do komisji sejmowej obywatelskiego projektu liberalizującego przepisy aborcyjne. Wszyscy troje przywrócili pełne członkostwo w klubie 2 lutego. 9 maja 2018 ogłosiła, że występuje z partii. W czerwcu tego samego roku współtworzyła koło poselskie Liberalno-Społeczni, a w listopadzie ogłosiła powołanie nowego ugrupowania pod nazwą Teraz!.
W lutym 2019, jako członkini rady Fundacji „Nie lękajcie się”, uczestniczyła w spotkaniu z papieżem Franciszkiem, podczas którego przekazano mu raport obejmujący nazwiska 24 polskich hierarchów katolickich, którym zarzucono ukrywanie lub przenoszenie księży mających dopuszczać się przestępstw seksualnych.
W wyborach w 2019 bez powodzenia kandydowała do Parlamentu Europejskiego z 2. miejsca na liście partii Wiosna w okręgu nr 4 (Warszawa) (pozostając jednocześnie członkinią partii Teraz!, która jednak wkrótce została rozwiązana). W wyborach parlamentarnych w tym samym roku została kandydatką do Sejmu w okręgu toruńskim z listy SLD (jako bezpartyjna kandydatka z rekomendacji Wiosny w ramach porozumienia Lewica). Uzyskała mandat posłanki IX kadencji, otrzymując 26 092 głosy. W Sejmie ponownie została wybrana na wiceprzewodniczącą Komisji Kultury i Środków Przekazu. W 2020 została wybrana do zarządu międzynarodowej organizacji European Parliamentary Forum for Sexual and Reproductive Rights.
W 2021 została członkinią powstałej z połączenia Wiosny i SLD Nowej Lewicy, zasiadając w radzie krajowej partii i następnie obejmując funkcję wiceprzewodniczącej tej partii. Od 2021 była felietonistką rozgłośni internetowej Halo.Radio.
W wyborach w 2023 z powodzeniem ubiegała się o poselską reelekcję, otrzymała 35 193 głosy. Ponownie objęła funkcję wiceprzewodniczącej Komisji Kultury i Środków Przekazu. W grudniu 2023 została powołana na stanowisko sekretarza stanu w Ministerstwie Kultury i Dziedzictwa Narodowego. W 2024 uzyskała mandat posłanki do PE X kadencji z ramienia Lewicy z okręgu nr 7, otrzymując 57 669 głosów. W konsekwencji w czerwcu tego samego roku zakończyła pełnienie funkcji wiceministra. W Europarlamencie zasiadła w Komisji Kultury i Edukacji oraz Komisji Praw Kobiet i Równouprawnienia.

## Wyniki wyborcze
| Wybory | Komitet wyborczy    | Komitet wyborczy             | Organ                            | Okręg       | Wynik           |
| ------ | ------------------- | ---------------------------- | -------------------------------- | ----------- | --------------- |
| 2014   |                     | KWW Czas Mieszkańców         | Prezydent Miasta Torunia         | –           | 10 552 (17,34%) |
| 2014   | Rada Miasta Torunia | KWW Czas Mieszkańców         | nr 2                             | 970 (8,43%) |                 |
| 2015   |                     | Nowoczesna                   | Sejm VIII kadencji               | nr 5        | 12 655 (3,49%)  |
| 2019   |                     | Wiosna                       | Parlament Europejski IX kadencji | nr 4        | 16 646 (1,20%)  |
| 2019   |                     | Sojusz Lewicy Demokratycznej | Sejm IX kadencji                 | nr 5        | 26 092 (5,77%)  |
| 2023   |                     | Nowa Lewica                  | Sejm X Kadencji                  | nr 5        | 35 193 (6,55%)  |
| 2024   |                     | Lewica                       | Parlament Europejski X kadencji  | nr 7        | 57 669 (5,61%)  |

## Wyróżnienia
- III miejsce w plebiscycie Srebrne Usta (2016)[30]
- II miejsce w plebiscycie Srebrne Usta (2019)[31]
- Wyróżnienie Człowiek Roku Czytelników „Gazety Wyborczej” (za 2018) w kategorii „różni ludzie, lepszy świat” (2019)[32]
- Umieszczenie wraz z Agatą Diduszko-Zyglewską na liście „Kobiety Roku 2020” czasopisma „Forbes Women”, co motywowano działalnością w zakresie informowania o przypadkach molestowania seksualnego dzieci w Kościele katolickim w Polsce oraz działalnością na rzecz świeckiego państwa; w uzasadnieniu napisano: „To dzięki ich determinacji ofiary zyskały głos, a Polacy uczestniczą w wielkiej zbiorowej lekcji etyki [...]” (2020)[33]

## Życie prywatne
Była żoną gitarzysty rockowego Jacka Scheuringa (grającego m.in. w zespole Zadruga), który w 2001 zginął w wypadku samochodowym. Ma z nim syna Jana. Jej drugim mężem został Piotr Wielgus, który także dołączył do Nowoczesnej. Z drugiego małżeństwa ma dwóch synów – Aleksandra i Jakuba.
Siostra Justyny Sobczyk, reżyserki i założycielki Teatru 21.
Deklaruje się jako ateistka.